# 保定巡撫
保定巡撫，明稱巡撫保定等府提督紫荊等關兼管河道，為明朝中後期設立的一個巡撫職位。

## 沿革
- 成化八年，由北直隸巡撫分設，轄區包括真定府、保定府、河間府、廣平府、順德府、大名府等，提督紫荊關、倒馬關、龍泉關[1]。
- 成化十一年，罷制。
- 成化十九年，恢復建制。
- 成化二十一年，罷制。
- 弘治元年，恢復建制。
- 正德二年，再罷。
- 正德五年，恢復編制，后常設。
- 嘉靖二十九年，分出易州巡撫，易州別屬。
- 嘉靖三十九年，罷易州巡撫，易州歸還。
- 萬曆二十五年，析出天津巡撫。
- 萬曆二十七年，天津巡撫罷。
- 天啓元年，恢建天津巡撫，河間府改屬。
- 清朝順治元年，設立保定巡撫，王文奎（1644年—1645年在任）、郝晉（1645年—1646年在任）、于清廉（1646年—1649年在任）擔任，順治六年裁撤。順治十五年復設，潘朝選（1658年—1656年在任）、劉祚遠（1660年在任）、王登聯（1660年—1661年在任）擔任，順治十八年改為直隸巡撫。